# Candida cellulolytica
Candida cellulolytica är en svampart som beskrevs av Nakase, M. Suzuki, M. Takash., Hamam., Hatano & Kukui 1994. Candida cellulolytica ingår i släktet Candida, ordningen Saccharomycetales, klassen Saccharomycetes, divisionen sporsäcksvampar och riket svampar.   Inga underarter finns listade i Catalogue of Life.